# Bez przebaczenia
Bez przebaczenia (Unforgiven) – amerykański film fabularny z 1992 roku opowiadający historię rewolwerowca, który dla zarobku przyjmuje zlecenie. Główne role zagrali Clint Eastwood, Gene Hackman, Morgan Freeman i Richard Harris. Film został wyreżyserowany przez Clinta Eastwooda, scenariusz zaś napisał David Webb Peoples.
Bez przebaczenia zdobyło 4 Oscary w kategoriach:
- najlepsza rola drugoplanowa (Gene Hackman)
- najlepszy reżyser (Clint Eastwood)
- najlepszy montaż filmowy (Joel Cox)
- najlepszy film roku.

Film nominowano w kategoriach:
- najlepsza rola pierwszoplanowa męska
- najlepsza scenografia
- najlepsze zdjęcia filmowe
- najlepszy scenariusz
- najlepszy dźwięk.

Eastwood zadedykował swój film dawnym mistrzom: Sergio Leone i Donowi Siegelowi.

## Fabuła
Po oszpeceniu prostytutki przez dwóch napastników jej koleżanki oferują 1000 $ nagrody temu, kto zabije sprawców tego czynu. William Munny (Clint Eastwood) – były rewolwerowiec, a teraz owdowiały ojciec dwójki dzieci i rolnik werbuje swego dawnego kolegę Neda Logana (Morgan Freeman), po czym obaj wyruszają na poszukiwanie dwóch mężczyzn odpowiedzialnych za atak na kobietę.
W drodze zabierają ze sobą Schofield Kida (Jaimz Woolvett), który wcześniej powiadomił Munny'ego o nagrodzie i proponując współpracę. W czasie podróży trójki bohaterów, do miasta przyjeżdża Anglik Bob (Richard Harris), który także chce zabić oprawców i odebrać nagrodę. Nie wie jednak, że szeryf – Mały Bill Daggett (Gene Hackman) – wprowadził zakaz noszenia broni w obrębie miasteczka i nie toleruje ludzi chcących się jego woli sprzeciwiać. Mały Bill rozprawia się z upartym Anglikiem i wsadza go do aresztu. Następnego dnia wypędza go z miasta.
Kilka godzin później, deszczową nocą, do Big Whiskey przybywają trzej rewolwerowcy. Kierują się do saloonu, gdzie Munny zostaje przy stole, a dwóch kompanów idzie na górę wypytać o nagrodę. Do saloonu wchodzi też szeryf ze swoimi zastępcami i odkrywa, że Munny nosi broń. Pobity Munny ledwo wydostaje się z baru, a jego towarzysze przenoszą go za miasto, aby wyzdrowiał. Kiedy Munny dochodzi do siebie, trzej bohaterowie organizują zasadzkę w kanionie i zabijają jednego z bandytów. Po tym zdarzeniu Ned decyduje się na powrót do domu, bo nie może znieść ponownego zabijania. Munny i Kid eliminują również drugiego bandytę.
W tym czasie Logan zostaje złapany i przywieziony z powrotem do miasta. Mały Bill chłoszcze go na śmierć, próbując wydobyć jakiekolwiek informacje o dwóch pozostałych rewolwerowcach. Dowiaduje się, że ten, z którym Logan przyjechał, to dawny morderca zabijający kobiety i dzieci, a także napadający na pociągi i rabujący sklepy. Gdy Munny dowiaduje się o śmierci Neda od jednej z prostytutek, odsyła Kida do domu, natomiast sam wyrusza do miasta, gdzie zabija w saloonie pięciu ludzi i rani Małego Billa. Przeładowując strzelbę, słyszy jak ranny szeryf próbuje dobyć broni. Ostatnia scena pokazuje Munny'ego stojącego nad Daggettem, który wypowiada słowa „Do zobaczenia w piekle Munny”, na co pada krótkie „Tak...” oraz strzał w kierunku szeryfa.

## Obsada
- Clint Eastwood jako William „Will” Munny
- Gene Hackman jako szeryf „Mały Bill” Daggett
- Morgan Freeman jako Ned Logan
- Richard Harris jako Anglik Bob
- Jaimz Woolvett jako Schofield Kid
- Saul Rubinek jako W.W. Beauchamp
- Frances Fisher jako Ruda Alice
- Anna Levine jako oszpecona Delilah Fitzgerald
- Beverley Elliott jako Gładka
- Tara Frederick jako Mała Sue
- David Mucci jako Szybki Mike
- Rob Campbell jako Davey Bunting

i inni

## Analiza
Bez przebaczenia to film bardzo obfity tematycznie. Głównym wątkiem wydaje się natura przemocy i rozbieżności pomiędzy przemocą fikcyjną a prawdziwą. Gdy większość westernów gloryfikuje przemoc i uznaje ją za uświęcający cel środek, Bez przebaczenia świadomie pokazuje przemoc z bardziej realistycznej strony. Sprzeczne z tym jest jednak zakończenie, w którym William Munny zabija swoich wrogów w scenie do złudzenia przypominającej klasyczne westerny. Mimo to wielu krytyków i widzów uznało film Eastwooda za potępiający przemoc – zaprzeczył temu w wywiadach scenarzysta David Peoples, który twierdził, że chciał ukazać przemoc jako moralny kompleks, a nie jako coś po prostu „złego”.
Inny aspekt filmu to związki między przemocą a męskością. Aż dwa razy w filmie przemoc łączy się z męskim organem: na samym początku, kiedy prostytutka wyzwala agresję w swoim kliencie, śmiejąc się z jego przyrodzenia i gdy Mały Bill Daggett wyjaśniając przydomek „Dwa Colty”, porównuje rewolwer do penisa. Ponadto związki te można zauważyć, obserwując zachowania Schofield Kida, który usilnie próbuje udowodnić, że sam kiedyś zabił pięciu ludzi, pomimo bardzo słabego wzroku – pod koniec filmu Kid wyznaje, że jedyną jego ofiarą był jeden z oprawców prostytutki, a poza nim nikogo wcześniej nie zabił. Kobiety występują w filmie albo jako czynnik pozytywnie wpływający na naturę mężczyzny (np. zmarła żona Munny'ego, która za życia pomogła mu skończyć z brutalnym trybem życia i nałogiem alkoholizmu), albo jako osoby mające związek z przemocą tylko pośredni, np. prostytutki, które „jedynie” wyznaczają nagrodę za zabicie dwóch osób, i które są poszkodowane.
Przemoc w Bez przebaczenia szkodzi nie tylko ofiarom, ale i oprawcom. Najlepszym przykładem jest zasadzka w kanionie, gdy Ned, William i Kid strzelają do poszukiwanego bandyty. Na początku strzela Ned, jednak nie mogąc trafić i najprawdopodobniej nie chcąc kolejnych ofiar na swym koncie, oddaje broń Williamowi – ten trafia bandytę w brzuch, lecz kiedy woła on swoich kolegów, by dali mu wody, Munny zezwala na to i mówi, że nie będzie już strzelał. Kiedy w innych westernach przemoc nie wywołuje żadnych uczuć u bohaterów, w Bez przebaczenia jest odwrotnie – William Munny, który dawniej zabijał, jak sam mówi, „wszystko, co się rusza i na drzewo nie ucieka”, teraz jest prześladowany przez swoje ofiary pojawiające się w snach.

## Antywestern
Bez przebaczenia niebezpodstawnie jest uznawane za antywestern, a także za swoiste zwieńczenie gatunku. Już w latach 70. ważne westerny stopniowo zanikały: kręcono wtedy więcej parodii tego gatunku, co potwierdza m.in. sukces „Płonących siodeł” Mela Brooksa. Tradycję starał się kontynuować Clint Eastwood takimi produkcjami jak „Niesamowity jeździec” czy „Wyjęty spod prawa Josey Wales”, w których występował w latach 80. i 70. Odrodzenie gatunku nastąpiło dzięki „Tańczącemu z wilkami” Kevina Costnera, ale dopiero Bez przebaczenia uznane zostało za naprawdę ważny dla gatunku film oraz zakwalifikowane jako antywestern.
Wcześniejsze filmy z tego podgatunku westernu to m.in. „Pat Garrett i Billy Kid” Sama Peckinpaha czy „Mały Wielki Człowiek” i „Przełomy Missouri” Arthura Penna. Te przykładowe antywesterny zaprzeczały odpowiednio wyidealizowanemu przedstawianiu demokracji amerykańskiej w westernach i określonemu, stereotypowemu wizerunku Indian, którzy w westernach występowali zwykle jako prymitywni dzikusi. Bez przebaczenia uznawane jest za najbardziej znany antywestern z tego względu, że nie obala wizerunku któregoś z aspektów życia na Dzikim Zachodzie, lecz właściwie zaprzecza całemu dotychczasowemu widzeniu Dzikiego Zachodu, zarówno przez western z literatury, jak i z filmu.

### Postaci
Bardzo łatwo da się zauważyć symboliczne sceny i postacie, które obalają różne stereotypy związane z westernami. Te najbardziej ogólne to np. sama budowa filmu, a w tym brak jednoznacznego podziału na bohaterów dobrych i złych: każdy kieruje się tutaj własnymi zasadami i pobudkami, nie zważając na obiektywne kategorie dobra czy zła. William Munny na przykład – nie można go nazwać „dobrym” tylko dlatego, że w ciągu kilku lat przeszedł przemianę duchową, bo przecież nadal może bez skrupułów zabijać ludzi, co potwierdza finał. Małego Billa Daggetta nie interesuje sprawiedliwość, która dogodziłaby wszystkim. Jest szeryfem i ma własne, wypracowane przez lata zasady, którymi się kieruje. Schofield Kid nie chce, żeby kojarzono go z sympatycznym młodzieńcem – sam przypina sobie etykietę twardziela i mordercy, choć w głębi duszy nie ma z takim stylem życia wiele wspólnego... Eastwood skończył więc ostatecznie ze stereotypami, jednocześnie pogłębiając postacie występujące w Bez przebaczenia.
Ważna jest też postać pisarza W. W. Beauchampa, który przyjeżdża do Big Whiskey wraz z Anglikiem Bobem. Beauchamp zajmuje się tworzeniem książki o Bobie i jego przygodach. Dopiero w Big Whiskey jego opowieści okazują się nieprawdziwe, co udowadnia Mały Bill, wyjaśniając, jak naprawdę przebiegały historie opowiedziane przez Anglika Boba, które Beauchamp bezkrytycznie spisywał. Eastwood pokazuje w ten sposób, że nie należy wierzyć artystom, którzy upraszczali lub idealizowali Dziki Zachód – czy to pisarzom, czy reżyserom filmowym.

### Budowa
Ważne jest też, w jaki sposób rozgrywa się akcja filmu: dawne westerny obfitowały w krwawe strzelaniny, w Bez przebaczenia zaś akcja posuwa się do przodu bardzo powoli, praktycznie bez żadnych strzelanin i rozlewu krwi. Od początku przeplatają się wzajemnie dwa wątki: ten o rewolwerowcach zmierzających w stronę miasteczka Big Whiskey oraz ten, który obrazuje samo życie w miasteczku, gdzie rządzi szeryf mający bardzo subiektywne podejście do sprawiedliwości i prawa. Przez całą historię westernu widzowie nie byli przyzwyczajani do filmu, w którym właściwie nic się nie dzieje. Są to jednak tylko pozory: dzięki podróży i wzajemnym rozmowom bohaterowie eksponują wnętrze swojej duszy. Pod koniec da się zauważyć, że William Munny w głębi duszy pozostał taki sam, nic się nie zmienił - nadal może zabijać bez żadnych skrupułów. To Ned, który w pewnym momencie rezygnuje z podróży, przeszedł prawdziwą przemianę i nie jest w stanie powrócić do wcześniejszego trybu życia.
Ciągłe opisywanie Williama Munny'ego jako brutalnego mordercy i gwałciciela także służy budowaniu akcji. Przez 90% filmu zachowuje się on spokojnie: chce rozstać się ze wspomnieniami, które prześladują go w snach, nie udaje typowego twardziela tak jak robi to Schofield Kid, jest małomówny. Kiedy jednak dociera do niego wieść o śmierci przyjaciela Neda Logana, Munny znów zaczyna pić, bierze strzelbę i idzie pomścić Neda: dopiero wtedy wiadomo, czemu m.in. służyć miało takie powolne rozgrywanie akcji - aby wszystko wybuchło w emocjonującym finale. Podobny sposób konstruowania akcji pojawia się np. w Lśnieniu Stanleya Kubricka lub W samo południe Freda Zinnemanna.

## Reakcja krytyków
Film spotkał się z bardzo pozytywną reakcją krytyków, a także widzów. Bez przebaczenia stale utrzymuje się na liście IMDb Top 250 i liście Amerykańskiego Instytutu Filmowego 100 years, 100 movies. Magazyn Time nazwał dzieło Eastwooda jednym ze 100 najlepszych filmów ostatnich 80 lat. Atuty Bez przebaczenia to nie tylko demityzacja Dzikiego Zachodu, ale także ukazanie przemocy z innej strony niż dotychczas w westernach. Ponadto Eastwood nakręcił film w czasach gdy western jako gatunek filmowy został już dostatecznie wyeksploatowany, Bez przebaczenia wraz z „Tańczącym z wilkami” Kevina Costnera uznaje się za filmy, które odrodziły western jako gatunek filmowy.

## Nagrody
- Oscary – film roku, reżyser (Clint Eastwood), drugoplanowa rola męska (Gene Hackman), montaż (Joel Cox)

Nominacje do Oscarów: pierwszoplanowa rola męska (Clint Eastwood), scenariusz oryginalny (David Webb Peoples), zdjęcia (Jack N. Green), scenografia (Henry Bumstead i Janice Blackie-Goodine), i dźwięk (L. Fresholtz, V. Poore, D. Alexander i R. Young)
- Złote Globy – reżyser (Clint Eastwood), drugoplanowa rola męska (Gene Hackman)

Nominacje do Złotych Globów: film dramatyczny, scenariusz (David Webb Peoples)
- BAFTA – drugoplanowa rola męska (Gene Hackman)

Nominacje do BAFTY: film roku, reżyser (Clint Eastwood), scenariusz oryginalny (David Webb Peoples), dźwięk (L.Fresholtz, V.Poore, D.Alexander i R.Young)

## Remake
W 2013 powstał japoński remake filmu zatytułowany Yurusarezaru Mono.